# Distretto di Khzorasp
Il distretto di Khzorasp o Khazorasp (usbeco Xazorasp) è uno dei 10 distretti della Regione di Xorazm, in Uzbekistan. Il capoluogo è Khzorasp.